# سيسيل بوا
سيسيل بوا (بالفرنسية: Cécile Bois)‏ هي ممثلة فرنسية، ولدت في 26 ديسمبر 1971 ببوردو في فرنسا. بدأت مشوارها المهني سنة 1988.

## وصلات خارجية
- سيسيل بوا على موقع IMDb (الإنجليزية)
- سيسيل بوا على موقع روتن توميتوز (الإنجليزية)
- سيسيل بوا على موقع ألو سيني (الفرنسية)
- سيسيل بوا على موقع أول موفي (الإنجليزية)
- سيسيل بوا على موقع قاعدة بيانات الأفلام السويدية (السويدية)
- سيسيل بوا على موقع قاعدة بيانات الفيلم (الإنجليزية)
- سيسيل بوا على موقع كينوبويسك (الروسية)